# Gora Chakhatsar
Gora Chakhatsar är ett berg i Armenien.   Det ligger i provinsen Vajots Dzor, i den sydöstra delen av landet, 100 kilometer öster om huvudstaden Jerevan. Toppen på Gora Chakhatsar är 3 333 meter över havet, eller 79 meter över den omgivande terrängen. Bredden vid basen är 1,2 km.
Terrängen runt Gora Chakhatsar är huvudsakligen lite bergig. Runt Gora Chakhatsar är det ganska glesbefolkat, med 28 invånare per kvadratkilometer.. Närmaste större samhälle är Jermuk, 10,7 kilometer söder om Gora Chakhatsar. 
Trakten runt Gora Chakhatsar består i huvudsak av gräsmarker.